# جزيرة سنو هيل
جزيرة سنو هيل هي جزيرة مغطاة بالثلوج بالكامل تقريبًا، يبلغ طولها 33 كيلومتر (21 ميل) وعرضها 12 كيلومتر (7.5 ميل)،تقع قبالة الساحل الشرقي لشبه جزيرة أنتاركتيكا. وهي واحدة من عدة جزر حول شبه الجزيرة تُعرف باسم أرض غراهام، وهي أقرب إلى الأرجنتين وأمريكا الجنوبية من أي جزء آخر من القارة القطبية الجنوبية .